# Kosto Vojnović
Kosto Vojnović (Herceg Novi, 2. ožujka 1832. – Dubrovnik, 20. svibnja 1903.) bio je hrvatski političar i pravnik. Bio je član Narodne stranke do 1880., kada je ušao u disidentsku Neovisnu narodnu stranku. Podržavao je ujedinjenje Dalmacije s Hrvatskom i Slavonijom. Između 1864. i 1874. bio je zastupnik u dalmatinskom Saboru, a od 1878. do 1884. u Hrvatskom saboru. Bio je redovni profesor Pravnog fakulteta i rektor Sveučilišta u Zagrebu, kao i rednovni član Jugoslavenske akademije znanosti i umjetnosti.

## Životopis
Kosto Vojnović rodio se je u Herceg Novom, u Crnoj Gori a veći je dio mladosti proveo u Dubrovniku. U razdoblju od 1851. do 1854. godine studirao je pravo u Beču, a potom u Padovi u kojoj je 1856. godine doktorirao pravo. Nakon toga kao odvjetnik počeo je raditi iste godine kada se je zaposlio u dubrovačkoj odvjetničkoj kancelariji Iva Radmillija. Godine 1858. preselio se je u Split gdje je otvorio samostalnu odvjetničku kancelariju. Godine 1859. izabran za tajnika Trgovačke komore u Splitu. U Splitu je objavio, 1865. godine, prvo statističko djelo u Dalmaciji Le condizioni economiche del circolo di Spalato negli anni 1861-1863.
Nakon umirovljenja, 1891. godine vratio se je u Dubrovnik i posvetio istraživanju dubrovačke pravne povijesti.
Umro je u Dubrovniku 1903. godine.

## Obitelj
Kosto Vojnović rođen je u Herceg Novom u Boki kotorskoj. Njegov djed Đorđe Vasiljenović Vojnović bio je ruski časnik, te se kasnije vratio u Boku Kotosku. Vjenčaoo se u Anconi talijanskom katolkinjom Kasandrom Angeli-Radovani. Konstantinov otac Jovan bio je grof, koji se vjenčao sa Srpkinjom Katarinom Gojković iz obitelji srpskopravoslavnog mitropolita Stevana Stratimirovića. Otac mu je umro mlad, u 26. godini, a majka mu se preudala za Talijana Pelegrinija. Jovan i Katarina imali su i drugog sina, Konstantinovog brata Đorđa. Iako su obojica rođeni u pravoslavnoj obitelji, majka ih je obratila na katoličanstvo.
Kostin brat Đorđe bio je načelnik Boke te njezin zastupnik u dalmatinskom Saboru u Zadru, gdje je vodio protuaustrijsku politiku.
Vojnović se 1855. godine vjenčao s dubrovačkom Talijankom Mariom de Serragli (1836. – 1922.), koja je bila kćer talijanskog poduzetnika i službenika te dalmatinskog saborskog zastupnika Luigija de Serraglija i Hrvatice Kristine Đivović. S njom je imao dva sina, Ivu (1857. – 1929.) i Luju (1864. – 1951.), te kćeri Katarinu (1856. – 1928.), Eugeniju (1866. – 1956.) i Kristinu (1868. – 1870.).

## Političko djelovanje
Vojnović je u mladosti je prihvatio i razvio hrvatski nacionalni identitet, te je tijekom šezdesetih i sedamdesetih godina 19. stoljeća odigrao značajnu ulogu u oblikovanju hrvatske nacionalne ideologije u Dalmaciji. Vojnović se uključio u politička zbivanja 1860-ih, izjašnjavajući se uvjetno ujedinjenje Dalmacije s Hrvatskom i Slavonijom i postupno uvođenje narodnog jezika u javne ustanove, ali uz dužno poštovanje prema kulturno "višem" talijanskom jeziku, te političku posebnost Dalmacije. U svojoj brošuri, koja je bila često čitana i komentirana, Un voto per l’unione (1861.) Vojnović je smatrao da bi Dalmacija imala velike gospodarske i kulturne koristi od ujedinjenja i mogućnost za širenje civilizacijske misije na jugoistoku Europe. Smatrao je početkom 1860-ih da treba privremeno očuvati talijanski jezik kao službeni u dijelu javnih poslova i izraziti poštovanje prema talijanskoj kulturi i mletačkoj vlasti, koja je u prošlosti očuvala kršćansku civilizaciju u Dalmaciji pred Turcima. Znatno više nego pripadnici pučke inteligencije, Vojnović je isticao presudni značaj grada i gradske inteligencije za širenje novih nacionalnih ideja. I političko ujedinjenje Vojnović je zamišljao postupno s tim da bi Dalmacija trebala i kasnije sačuvati određene oblike političke samouprave unutar Trojedne Kraljevine. U političkoj djelatnosti Vojnović je bio saborski zastupnik Kotora u dalmatinskom Saboru između 1864. i 1872. te Makarske između 1872. i 1874. Vojnović je bio dobar prijatelj Mihovila Pavlinovića, uz Mihu Klaića najpoznatijeg i najvažnijeg čovjeka Narodne stranke u Dalmaciji od 1860-ih do 1880-ih. Posebno ih je povezivala odanost Katoličkoj Crkvi i uvjerenje da katoličanstvo treba i mora biti povezano s obranom narodnih interesa.
Zbog taktiziranja i popuštanja Mađarima došlo je do većih podjela unutar vladajuće Narodne stranke i odvajanja skupine, koja se – pod imenom Neovisna narodna stranka – od 1880. zalagala za poštovanje nagodbe kao minimalni program. U potonjoj je stranci značajnu ulogu imao i Vojnović, ali u prvo vrijeme, nakon dolaska u Zagreb, nije se bavio političkom djelatnošću. U razdoblju između 1878. 1881. Vojnović je bio zastupnik u Hrvatskom saboru iz đakovačkog kotara. Djelovanje u oporbi prema vladajućoj Narodnoj stranci donijelo mu je probleme, a među njima i suspenziju profesorske službe na Pravnom fakultetu u Zagrebu u drugoj polovici 1881. Vojnović je odbio položiti zastupnički mandat i povući se iz politike u zamjenu za ukidanje suspenzije. Radilo se o pokušaju vlasti da napadom prema oporbi ojača pro-mađarski režim. Vlast ga je optuživala da je protivnik nagodbe, no optužbe je odbacivao navodeći da se uvijek zalagao za njezino poštovanje. Suspenzija mu je ukinuta 1882. uz opomenu da pripazi na svoje političko ponašanje, tj. da manje ističe svoje oporbeno stajalište, posebno izvan Sabora.
U razdoblju 1881. – 1884. Vojnović je ponovno bio izabran za saborskog zastupnika iz đakovačkog kotara. Isticao se obranom hrvatskog državnog prava i političke autonomije s nagodbom kao minimalnim programom. Tijekom 1880-ih godina bio je oštar kritičar vladajuće Narodne stranke, koje je podržavala pro-mađarski režim najprije bana Ladislava Pejačevića, a zatim bana Khuena-Héderváryja. Zbog toga je 1884. tijesno izgubio na saborskim izborima od vladinog kandidata.
Vojnović je potom radio kao odvjetnik u Dalmaciji do 1884., kada je imenovan za redovnog profesora građanskog prava na Pravnom fakultetu novoosnovanog Sveučilišta u Zagrebu. U komentaru političkih prilika Vojnović se žalio na neslogu oporbe, popustljivost vladajuće stranke, sektašenje i opću malodušnost, koja je prijetila uništenjem ostatke hrvatske autonomije. Posebno se često Vojnović tijekom druge polovice 1880-ih žalio na neslogu oporbenih stranaka – Neovisne narodne stranke, Stranke prava i Centruma – koje su neprekidno polemizirale ili pokušavale uspostaviti suradnju, no nisu se mogle složiti oko najelementarnijih pitanja. Sve to doprinijelo je, po Vojnovićevom viđenju, propadanju Hrvatske i njezinom formalnom pretvaranju u mađarsku pokrajinu i olakšava se protuzakonito ponašanje korumpiranog mađaronskog režima. Vojnović je molio biskupa Josipa Jurja Strossmayera da upotrijebi svoj moralni ugled da doprinese približavanju oporbenih stranaka, no Strossmayer je ostao odlučan u odbijanju bilo kakve neposrednije političke aktivnosti.